# Donzoko
Donzoko (どん底, lit. "fundo do poço") é um filme japonês de 1957 dirigido por Akira Kurosawa, com roteiro de Kurosawa e Hideo Oguni, baseado na peça O submundo de 1902, do escritor e dramaturgo russo Máximo Gorki. O cenário do filme foi alterado da Rússia do final do século XIX para o Japão do período Edo.

## Sinopse
Num cortiço precário em Edo, Rokubei, um homem idoso, e Osugi, sua amarga esposa, alugam quartos aos mais pobres. Os inquilinos são jogadores de azar, prostitutas, ladrões e bêbados, todos lutando para sobreviver na cidade. Okayo, a irmã mais nova da senhoria e que ajuda os proprietários na manutenção geral, traz um homem idoso e aluga uma quarto a ele. Kahei, que se veste como um peregrino budista, rapidamente assume o papel de mediador e figura de avô, embora haja um ar de mistério sobre ele e alguns dos inquilinos suspeitem que seu passado não seja imaculado.
Sutekichi, ladrão e autoproclamado líder do cortiço, está tendo um caso com Osugi, a senhoria, embora esteja gradualmente mudando sua atenção para sua irmã. Okayo não se importa com ele, o que frustra Sutekichi e prejudica seu relacionamento com Osugi. Ciumenta e vingativa, Osugi tenta persuadir Sutekichi a assassinar seu marido para que ela possa se livrar dele o entregando às autoridades. Sutekichi percebe seu plano e se recusa a participar. O marido descobre o caso, briga com Sutekichi e é salvo por Kahei.
Aos poucos, Okayo começa a ver o que o lado bom de Sutekichi e se entusiasma com seus avanços. Rokubei e Osugi espancam Okayo, fazendo com que os inquilinos invadissem sua casa para salvá-la. Sutekichi fica furioso ao saber como Okayo foi tratada e, no caos que se seguiu, acidentalmente mata Rokubei, sendo responsabilizado por Osugi pela morte de seu marido. Em vez de defender a si mesmo, Sutekichi afirma que Osugi o incitou a fazer isso. Okayo agora acredita que eles a usaram como desculpa para o assassinato. Ela agora não tem mais interesse em Sutekichi. Kahei, cujo testemunho poderia potencialmente tê-lo inocentado, foge para evitar ter que testemunhar. Sutekichi e Osugi são presos.

## Elenco

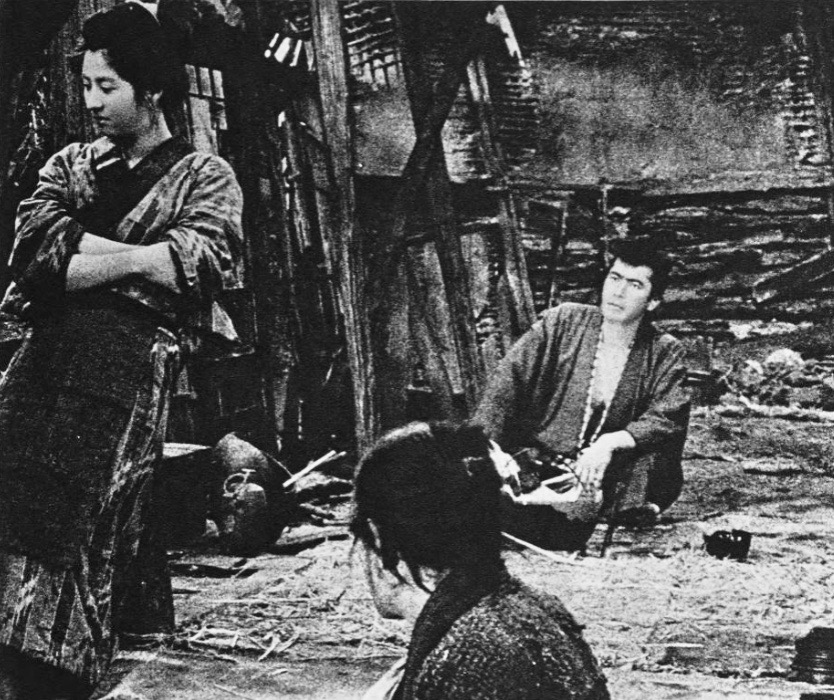
O ator Toshiro Mifune (sentado) em Donzoko

| Ator                | Papel                        |
| ------------------- | ---------------------------- |
| Toshiro Mifune      | Sutekichi (o ladrão)         |
| Isuzu Yamada        | Osugi (a senhoria)           |
| Kyōko Kagawa        | Okayo (irmã de Osugi)        |
| Nakamura Ganjirō II | Rokubei (marido de Osugi)    |
| Koji Mitsui         | Yoshisaburo (o apostador)    |
| Kamatari Fujiwara   | Danjuro (o ator)             |
| Bokuzen Hidari      | Kahei (o peregrino)          |
| Minoru Chiaki       | Tonosama (o ex-samurai)      |
| Eijiro Tono         | Tomekichi (o funileiro)      |
| Akemi Negishi       | Osen (a prostituta)          |
| Haruo Tanaka        | Tatsu (o tanoeiro)           |
| Atsushi Watanabe    | Kuna (associado do lutador)  |
| Yu Fujiki           | Unokichi (o sapateiro)       |
| Kichijiro Ueda      | Shimazo (o policial)         |
| Eiko Miyoshi        | Asa (esposa de Tomekichi)    |
| Nijiko Kiyokawa     | Otaki (a vendedora de doces) |
| Fujitayama          | Tsugaru (o lutador)          |

## Produção
Kurosawa reuniu para o elenco do filme os melhores atores do cinema japonês na época, ensaiando-os no set por 60 dias e filmando tomadas extensas com múltiplas câmeras para criar um efeito teatral. Embora o cenário estivesse propositalmente sujo, Kurosawa pisou nele com seus sapatos uwabaki, para surpresa do elenco e da equipe técnica; ele explicou que por mais sujo que fosse, ainda era o "lar" de seus personagens.

## Temas
O filme explora o tema nietzschiano de que o budismo (e a religiosidade em geral) beira o niilismo, apresentando dois personagens arquetípicos, o peregrino e o apostador, que compartilham um contentamento que contrasta com o existencialismo dos outros personagens. A bondade do peregrino deriva de acreditar que nada na Terra importa porque as recompensas são encontradas na vida após a morte; o apostador também acredita que nada importa, mas sim porque rejeita a religião e a moralidade, buscando o prazer da vida em vez do seu propósito maior. Como ambos os sistemas de crenças rejeitam as questões terrenas e resultam em contentamento, os filósofos às vezes associam o budismo ao niilismo; no arco de Kurosawa, o apostador niilista consegue sobreviver e se sobressair ao peregrino, cujas promessas não são cumpridas e resultam no suicídio desse personagem, do qual o apostador zomba. Este tom fatalista se contrapõe a abordagem mais humanista de Kurosawa em outros filmes, e é considerado uma das razões para a resposta mista do filme no Japão após seu lançamento. Além disso, tal representação aberta de personagens oprimidos e desesperados (embora de uma época diferente) era rara nos meios de comunicação populares do Japão pós-ocupação, que tentou minimizar as alusões a uma classe baixa que lutava com as mudanças sociais provocadas pela guerra e suas consequências.

## Lançamento
Donzoko recebeu um lançamento teatral limitado e em várias cidades em 17 de setembro de 1957 pela Toho. Ele foi lançado em todo o Japão em 1º de outubro de 1957.
O filme foi lançado com legendas em inglês nos Estados Unidos em 9 de fevereiro de 1962 pela distribuidora americana Brandon Films.

## Prêmios
Isuzu Yamada ganhou o prêmio de Melhor Atriz do Ano pela Kinema Junpo (por este filme, Shitamachi e Kumonosu-jō).
Toshiro Mifune ganhou o prêmio de Melhor Ator no Mainichi Film Concours (também por Shitamachi).
Kōji Mitsui ganhou os prêmios Blue Ribbon Award e Mainichi Film Concours na categoria Melhor Ator Coadjuvante (também por Kichigai buraku).

## Recepção
Em 2009, o filme ficou em 36º lugar na lista dos Maiores Filmes Japoneses de Todos os Tempos, organizado pela Kinema Junpo, revista de cinema japonesa.
Donzoko tem de 83% de aprovação no Rotten Tomatoes com base nas avaliações de seis críticos de cinema.